# 80. pehotna divizija (ZDA)
80. pehotna divizija (izvirno angleško 80th Infantry Division) je bila pehotna divizija Kopenske vojske ZDA.

## Zgodovina
V letih 1952–1959 je bila divizija preoblikovana v 80. zračnoprevozno divizijo.